# Томь (женский футбольный клуб)
«Томь» — российский женский футбольный клуб из города Томск, аффилиат футбольного клуба «Томь».

## История
Впервые команда была создана в 2011 году, но в связи с неудовлетворительным итоговым результатом была расформирована в конце сезона. В первом сезоне один из голов забила будущий главный тренер Екатерина Арбузова.
В сентябре 2020 года было принято решение, что у ФК «Томь» появляется женская команда, которая будет участвовать в соревнованиях первой лиги. 3 октября 2020 года команда провела свой первый матч против клуба «Чита» (1:1). Первый гол забила Аманда Хомушку с паса Виктории Рогило. Стартовый состав в первом матче: Надежда Яшина, Карина Нербышева, Ирина Салова, Анна Которова, Валерия Тихонова, Оксана Кащенко, Динара Телешева, Ксения Тимонина, Екатерина Мох, Юлия Сташ и Аманда Хомушку. На замену выходили: Алина Кабеева, Екатерина Дворецкая, Виктория Рогило.
8 октября была одержана первая победа над новосибирским «Кристалл-Сибирью» со счётом 2:0. Лучшим бомбардиром клуба в сезоне 2020 года стала Юлия Сташ (2 гола).
9 мая 2021 команда провела свой первый матч в Кубке России и проиграла клубу «Кузбасс-СШОР» (0:1). В первенстве 2021 года команда выиграла всего 2 матча и снова не смогла выйти в финал первенства первой лиги. Лучшим бомбардиром клуба в сезоне 2021 года вновь стала Юлия Сташ (5 голов).

## Статистика выступлений
| Сезон | Лига                           | Лига | Лига   | Лига | Лига | Лига | Лига | Лига  | Лига | Лига           | Кубок       | Прим. |
| Сезон | Дивизион                       | У    | М      | И    | В    | Н    | П    | Мячи  | О    | Бомбардир      | Кубок       | Прим. |
| ----- | ------------------------------ | ---- | ------ | ---- | ---- | ---- | ---- | ----- | ---- | -------------- | ----------- | ----- |
| 2011  | Первый дивизион. Зона «Сибирь» | 2    | 4 из 4 | 12   | 1    | 0    | 11   | 9−71  | 3    | А. Петлина (2) | —           | [ 3 ] |
| 2020  | Первый дивизион. Зона «Сибирь» | 2    | 5 из 8 | 6    | 2    | 2    | 2    | 4−11  | 8    | Ю. Сташ (2)    | —           | [ 4 ] |
| 2021  | Первый дивизион. Зона «Сибирь» | 2    | 7 из 8 | 7    | 2    | 0    | 5    | 14−18 | 6    | Ю. Сташ (5)    | 1/32 финала | [ 5 ] |
| 2022  | Первый дивизион. Зона «Сибирь» | 2    | 4 из 4 | 9    | 2    | 3    | 4    | 5−18  | 15   | —              | 1/64 финала | [ 6 ] |